# 찰리 스페딩
찰스 ("찰리") 스페딩(Charles ("Charlie") Spedding, 1952년 5월 19일 ~ )은 전 영국의 장거리달리기 선수이다.
더럼주 출신의 그는 1982년 브리즈번에서 열린 코먼웰스 게임에서 10,000m 4위를 하고, 1983년 AAA 선수권에서 10,000m를 28분 08.12초로 우승하였다. 그의 첫 마라톤은 자신의 "조끼의 두꺼움"에 의하여 우승한 1984년 휴스턴 마라톤이었다.
스페딩은 그해 런던 마라톤을 우승하고, 로스앤젤레스 올림픽에서 2위를 한 아일랜드의 존 트리시에게 겨우 2초의 뒤로 밀려 동메달을 획득하였다. 그 일은 20년 동안 영국의 첫 올림픽 마라톤 메달이며, 영국에 의하여 마지막으로 획득되었어도 상연은 그해 육상에서 16개의 영국의 메달들 중의 하나였다.
1985년 런던 마라톤에서 스티브 존스에 밀려 2위를 할 때 그는 2014년까지 보유된 개인 최고 전력이자 잉글랜드 마라톤 기록 2시간 08.33초를 세웠다. 그는 존스와 모 패러에 이어 3번째로 가장 빠른 영국의 마라톤 선수이다. 1987년 런던 마라톤에서는 2시간 10.32초로 8위를 하였다. 1988년 서울 올림픽에도 나간 스페딩은 6위에 그쳤다.
2009년 9월 자신의 육상 경력에 관한 자서전 〈마지막에서 처음으로〉를 발간하였다.